# Meijin 1972
Il Meijin 1972 è stata l'11ª edizione del torneo goistico giapponese Meijin. 

## Qualificazioni
|  | Quarti di finale | Quarti di finale | Quarti di finale |              |             | Semifinali  | Semifinali | Semifinali |  |  | Finale | Finale | Finale |  |
|  |                  |                  |                  |              |             |             |            |            |  |  |        |        |        |  |
|  | Norio Kudo       | Norio Kudo       | 1                |              |             |             |            |            |  |  |        |        |        |  |
|  | Norio Kudo       | Norio Kudo       | 1                |              |             |             |            |            |  |  |        |        |        |  |
|  | Eio Sakata       | Eio Sakata       | 0                |              |             |             |            |            |  |  |        |        |        |  |
|  | Eio Sakata       | Eio Sakata       | 0                |              | Norio Kudo  | Norio Kudo  | 1          |            |  |  |        |        |        |  |
|  |                  |                  |                  |              | Norio Kudo  | Norio Kudo  | 1          |            |  |  |        |        |        |  |
|  |                  |                  | Keishi Hisai     | Keishi Hisai | 0           |             |            |            |  |  |        |        |        |  |
|  | Keishi Hisai     | Keishi Hisai     | Keishi Hisai     | Keishi Hisai | 0           | 1           |            |            |  |  |        |        |        |  |
|  | Keishi Hisai     | Keishi Hisai     |                  |              |             |             |            |            |  |  |        |        |        |  |
|  | Shuchi Kubouchi  | Shuchi Kubouchi  | 0                |              |             |             |            |            |  |  |        |        |        |  |
|  | Shuchi Kubouchi  | Shuchi Kubouchi  | 0                |              | Norio Kudo  | Norio Kudo  | 1          |            |  |  |        |        |        |  |
|  |                  |                  |                  |              |             |             |            |            |  |  |        |        |        |  |
|  |                  |                  | Shuzo Ohira      | Shuzo Ohira  | 0           |             |            |            |  |  |        |        |        |  |
|  | Utaro Hashimoto  | Utaro Hashimoto  | Shuzo Ohira      | Shuzo Ohira  | 0           | 0           |            |            |  |  |        |        |        |  |
|  | Utaro Hashimoto  | Utaro Hashimoto  |                  |              |             |             |            |            |  |  |        |        |        |  |
|  | Shuzo Ohira      | Shuzo Ohira      | 1                |              |             |             |            |            |  |  |        |        |        |  |
|  | Shuzo Ohira      | Shuzo Ohira      | 1                |              | Shuzo Ohira | Shuzo Ohira | 1          |            |  |  |        |        |        |  |
|  |                  |                  |                  |              | Shuzo Ohira | Shuzo Ohira | 1          |            |  |  |        |        |        |  |
|  |                  |                  | Masao Kato       | Masao Kato   | 0           |             |            |            |  |  |        |        |        |  |
|  | Masao Katō       | Masao Katō       | Masao Kato       | Masao Kato   | 0           | 1           |            |            |  |  |        |        |        |  |
|  | Masao Katō       | Masao Katō       |                  |              |             |             |            |            |  |  |        |        |        |  |
|  | Masao Isogawa    | Masao Isogawa    | 0                |              |             |             |            |            |  |  |        |        |        |  |

|  | Quarti di finale | Quarti di finale | Quarti di finale |                  |              | Semifinali   | Semifinali | Semifinali |  |  | Finale | Finale | Finale |  |
|  |                  |                  |                  |                  |              |              |            |            |  |  |        |        |        |  |
|  | Michiharu Sakai  | Michiharu Sakai  | 0                |                  |              |              |            |            |  |  |        |        |        |  |
|  | Michiharu Sakai  | Michiharu Sakai  | 0                |                  |              |              |            |            |  |  |        |        |        |  |
|  | Katsuji Kada     | Katsuji Kada     | 1                |                  |              |              |            |            |  |  |        |        |        |  |
|  | Katsuji Kada     | Katsuji Kada     | 1                |                  | Katsuji Kada | Katsuji Kada | 1          |            |  |  |        |        |        |  |
|  |                  |                  |                  |                  | Katsuji Kada | Katsuji Kada | 1          |            |  |  |        |        |        |  |
|  |                  |                  | Nobuaki Maeda    | Nobuaki Maeda    | 0            |              |            |            |  |  |        |        |        |  |
|  | Kazuo Akagi      | Kazuo Akagi      | Nobuaki Maeda    | Nobuaki Maeda    | 0            | 0            |            |            |  |  |        |        |        |  |
|  | Kazuo Akagi      | Kazuo Akagi      |                  |                  |              |              |            |            |  |  |        |        |        |  |
|  | Nobuaki Maeda    | Nobuaki Maeda    | 1                |                  |              |              |            |            |  |  |        |        |        |  |
|  | Nobuaki Maeda    | Nobuaki Maeda    | 1                |                  | Katsuji Kada | Katsuji Kada | 1          |            |  |  |        |        |        |  |
|  |                  |                  |                  |                  |              |              |            |            |  |  |        |        |        |  |
|  |                  |                  | Dogen Handa      | Dogen Handa      | 0            |              |            |            |  |  |        |        |        |  |
|  | Kaoru Iwamoto    | Kaoru Iwamoto    | Dogen Handa      | Dogen Handa      | 0            | 0            |            |            |  |  |        |        |        |  |
|  | Kaoru Iwamoto    | Kaoru Iwamoto    |                  |                  |              |              |            |            |  |  |        |        |        |  |
|  | Dogen Handa      | Dogen Handa      | 1                |                  |              |              |            |            |  |  |        |        |        |  |
|  | Dogen Handa      | Dogen Handa      | 1                |                  | Dogen Handa  | Dogen Handa  | 1          |            |  |  |        |        |        |  |
|  |                  |                  |                  |                  | Dogen Handa  | Dogen Handa  | 1          |            |  |  |        |        |        |  |
|  |                  |                  | Tsunehiro Sumino | Tsunehiro Sumino | 0            |              |            |            |  |  |        |        |        |  |
|  | Tsunehiro Sumino | Tsunehiro Sumino | Tsunehiro Sumino | Tsunehiro Sumino | 0            | 1            |            |            |  |  |        |        |        |  |
|  | Tsunehiro Sumino | Tsunehiro Sumino |                  |                  |              |              |            |            |  |  |        |        |        |  |
|  | Kōichi Kobayashi | Kōichi Kobayashi | 0                |                  |              |              |            |            |  |  |        |        |        |  |

|  | Quarti di finale | Quarti di finale | Quarti di finale |                 |                | Semifinali     | Semifinali | Semifinali |  |  | Finale | Finale | Finale |  |
|  |                  |                  |                  |                 |                |                |            |            |  |  |        |        |        |  |
|  | Toshi Hoshino    | Toshi Hoshino    | 1                |                 |                |                |            |            |  |  |        |        |        |  |
|  | Toshi Hoshino    | Toshi Hoshino    | 1                |                 |                |                |            |            |  |  |        |        |        |  |
|  | Cho Hun-hyun     | Cho Hun-hyun     | 0                |                 |                |                |            |            |  |  |        |        |        |  |
|  | Cho Hun-hyun     | Cho Hun-hyun     | 0                |                 | Toshi Hoshino  | Toshi Hoshino  | 1          |            |  |  |        |        |        |  |
|  |                  |                  |                  |                 | Toshi Hoshino  | Toshi Hoshino  | 1          |            |  |  |        |        |        |  |
|  |                  |                  | Shoji Hashimoto  | Shoji Hashimoto | 0              |                |            |            |  |  |        |        |        |  |
|  | Tatsuaki Iwata   | Tatsuaki Iwata   | Shoji Hashimoto  | Shoji Hashimoto | 0              | 0              |            |            |  |  |        |        |        |  |
|  | Tatsuaki Iwata   | Tatsuaki Iwata   |                  |                 |                |                |            |            |  |  |        |        |        |  |
|  | Shoji Hashimoto  | Shoji Hashimoto  | 1                |                 |                |                |            |            |  |  |        |        |        |  |
|  | Shoji Hashimoto  | Shoji Hashimoto  | 1                |                 | Toshi Hoshino  | Toshi Hoshino  | 0          |            |  |  |        |        |        |  |
|  |                  |                  |                  |                 |                |                |            |            |  |  |        |        |        |  |
|  |                  |                  | Yoshio Ishida    | Yoshio Ishida   | 1              |                |            |            |  |  |        |        |        |  |
|  | Hiroaki Tono     | Hiroaki Tono     | Yoshio Ishida    | Yoshio Ishida   | 1              | 0              |            |            |  |  |        |        |        |  |
|  | Hiroaki Tono     | Hiroaki Tono     |                  |                 |                |                |            |            |  |  |        |        |        |  |
|  | Toshiro Yamabe   | Toshiro Yamabe   | 1                |                 |                |                |            |            |  |  |        |        |        |  |
|  | Toshiro Yamabe   | Toshiro Yamabe   | 1                |                 | Toshiro Yamabe | Toshiro Yamabe | 0          |            |  |  |        |        |        |  |
|  |                  |                  |                  |                 | Toshiro Yamabe | Toshiro Yamabe | 0          |            |  |  |        |        |        |  |
|  |                  |                  | Yoshio Ishida    | Yoshio Ishida   | 1              |                |            |            |  |  |        |        |        |  |
|  | Yoshio Ishida    | Yoshio Ishida    | Yoshio Ishida    | Yoshio Ishida   | 1              | 1              |            |            |  |  |        |        |        |  |
|  | Yoshio Ishida    | Yoshio Ishida    |                  |                 |                |                |            |            |  |  |        |        |        |  |
|  | Shuyo Miyashita  | Shuyo Miyashita  | 0                |                 |                |                |            |            |  |  |        |        |        |  |

## Torneo
- W indica vittoria col bianco
- B indica vittoria col nero
- X indica la sconfitta
- +R indica che la partita si è conclusa per abbandono
- +N indica lo scarto dei punti a fine partita
- +F indica la vittoria per forfeit
- +? indica una vittoria con scarto sconosciuto
- V indica una vittoria in cui non si conosce scarto e colore del giocatore

| Giocatore           | Hi.F. | T.S. | K.T. | Ho.F. | H.O. | K.H. | K.K | N.K. | Y.I. | Risultato | Note                    |
| ------------------- | ----- | ---- | ---- | ----- | ---- | ---- | --- | ---- | ---- | --------- | ----------------------- |
| Hideyuki Fujisawa   | –     | W+R  | W+R  | B+R   | X    | B+R  | X   | W+R  | W+1  | 6-2       | Qualificato alla finale |
| Toshihiro Shimamura | X     | –    | W+R  | X     | X    | B+R  | X   | X    | B+R  | 3-5       |                         |
| Kaku Takagawa       | X     | X    | –    | X     | W+R  | X    | B+1 | X    | B+R  | 3-5       | Retrocesso              |
| Hosai Fujisawa      | X     | B+17 | B+R  | –     | X    | X    | W+R | B+R  | X    | 4-4       |                         |
| Hideo Otake         | W+R   | B+11 | X    | W+R   | –    | W+R  | W+5 | X    | B+1  | 6-2       |                         |
| Kunihisa Honda      | X     | X    | B+R  | B+R   | X    | –    | X   | B+?  | X    | 3-5       | Retrocesso              |
| Katsuji Kada        | W+R   | W+0  | X    | X     | X    | B+R  | –   | B+2  | X    | 4-4       |                         |
| Norio Kudo          | X     | B+4  | B+R  | X     | W+R  | X    | X   | –    | X    | 3-5       | Retrocesso              |
| Yoshio Ishida       | X     | X    | X    | B+?   | X    | B+?  | B+R | W+R  | –    | 4-4       |                         |

## Finale
La finale è stata una sfida al meglio delle sette partite. 